# Zapadnaïa Dvina
Zapadnaïa Dvina (en russe : За́падная Двина́) est une ville de l'oblast de Tver, en Russie, et le centre administratif du raïon de Zapadnaïa Dvina. Sa population s'élevait à 8 630 habitants en 2014.

## Géographie
Zapadnaïa Dvina est située sur la rive droite de la Dvina occidentale, à 244 km à l'ouest-sud-ouest de Tver et à 349 km à l'ouest-nord-ouest de Moscou.

## Histoire
Zapadnaïa Dvina est fondée en 1900 autour d'une gare ferroviaire en construction du même nom. Elle reçoit le statut de commune urbaine en 1927 et celui de ville en 1937. Au cours de la Seconde Guerre mondiale, Zapadnaïa Dvina est occupée par l'Allemagne nazie le 6 octobre 1941 et libérée par le front nord-ouest de l'Armée rouge le 21 janvier 1942.

## Population
Recensements (*) ou estimations de la population
| 1926* | 1939* | 1959* | 1970*  | 1979*  |
| ----- | ----- | ----- | ------ | ------ |
| 2 032 | 7 512 | 8 994 | 10 052 | 10 316 |

| 1989*  | 2002*  | 2010* | 2013  | 2014  |
| ------ | ------ | ----- | ----- | ----- |
| 11 556 | 10 212 | 9 378 | 8 841 | 8 630 |